# Domagoj Abramović
Domagoj Abramović (Zagabria, 23 agosto 1982) è un ex calciatore croato, di ruolo attaccante.

## Carriera

### Nazionale
Ha partecipato agli Europei Under-21 del 2004.

## Palmarès

### Club

#### Competizioni nazionali
- Campionato croato: 3

Dinamo Zagabria: 1997-1998, 1998-1999, 1999-2000
- Coppa di Croazia: 3

Dinamo Zagabria: 1997-1998, 2000-2001, 2001-2002